# Schloss Lehen (Kochendorf)

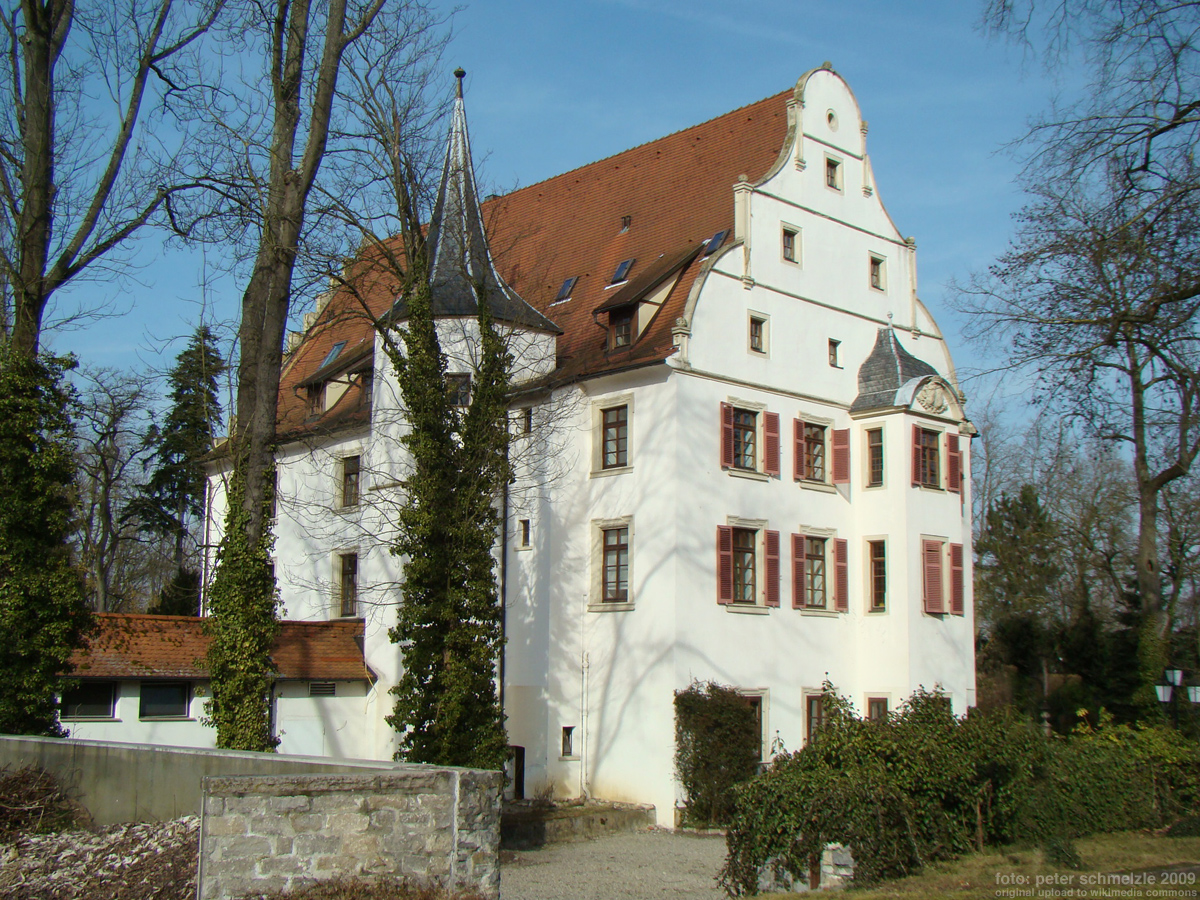
Schloss Lehen, Ansicht von Südwesten

Das Schloss Lehen ist ein 1553 erbautes Renaissance-Schloss in Bad Friedrichshall-Kochendorf im Landkreis Heilbronn im nördlichen Baden-Württemberg. Es liegt in einem kleinen Schlosspark am Ufer des Kochers, nahe der Kochermündung in den Neckar. Das Schloss gehört als Einzelbauwerk zur Burgenstraße. Die auf eine ältere Wasserburg zurückgehende Anlage erhielt ihren Namen dadurch, dass der damit verbundene Besitz seit 1294 ein Lehen war.

## Geschichte

### Frühe Geschichte, Herren von Kochendorf
Dort, wo heute das Schloss Lehen steht, befand sich bereits im frühen Mittelalter ein fränkischer Herrenhof. Später wurde an seiner Stelle eine Wasserburg erbaut, die außerhalb der Dorfummauerung lag. Urkundlich erwähnt wurde die Wasserburg erstmals im Jahre 1294, als Arnold von Kochendorf die Burg von seinem Allodialbesitz in ein Lehen übertrug, während er gleichzeitig dem Stift Wimpfen verschiedene Güter und Rechte in Kochendorf überließ, unter anderem auch das Patronatsrecht der Pfarrkirche.
Die Herren von Kochendorf waren Dienstmannen des Deutschen Kaisers bzw. von dessen Ministerialen, den Herren von Weinsberg, verarmten jedoch und bekleideten zuletzt nur noch niedere Ämter. 1450 erlosch mit dem Tod des geistlichen Bruders Johann von Kochendorf das Geschlecht der Herren von Kochendorf.

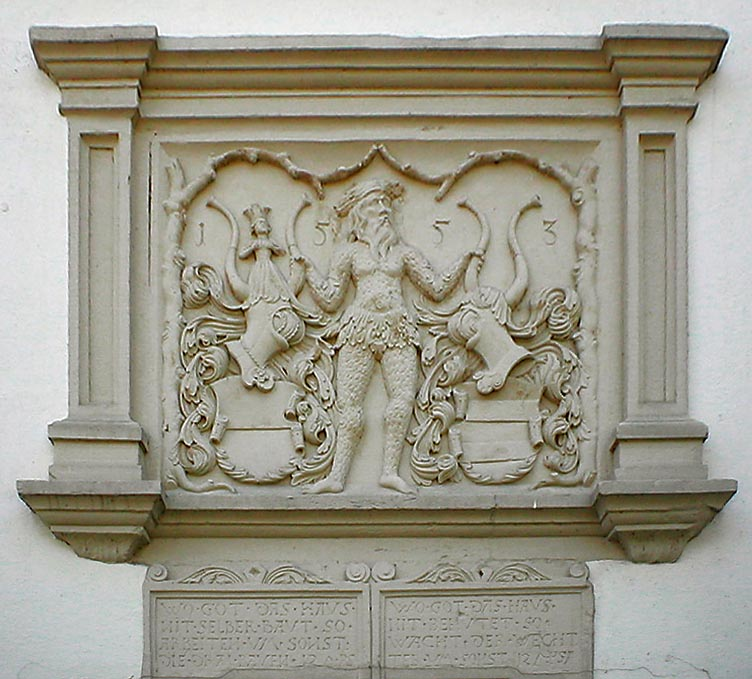
Wappenstein Greck/Gemmingen von 1553 über dem Hauptportal

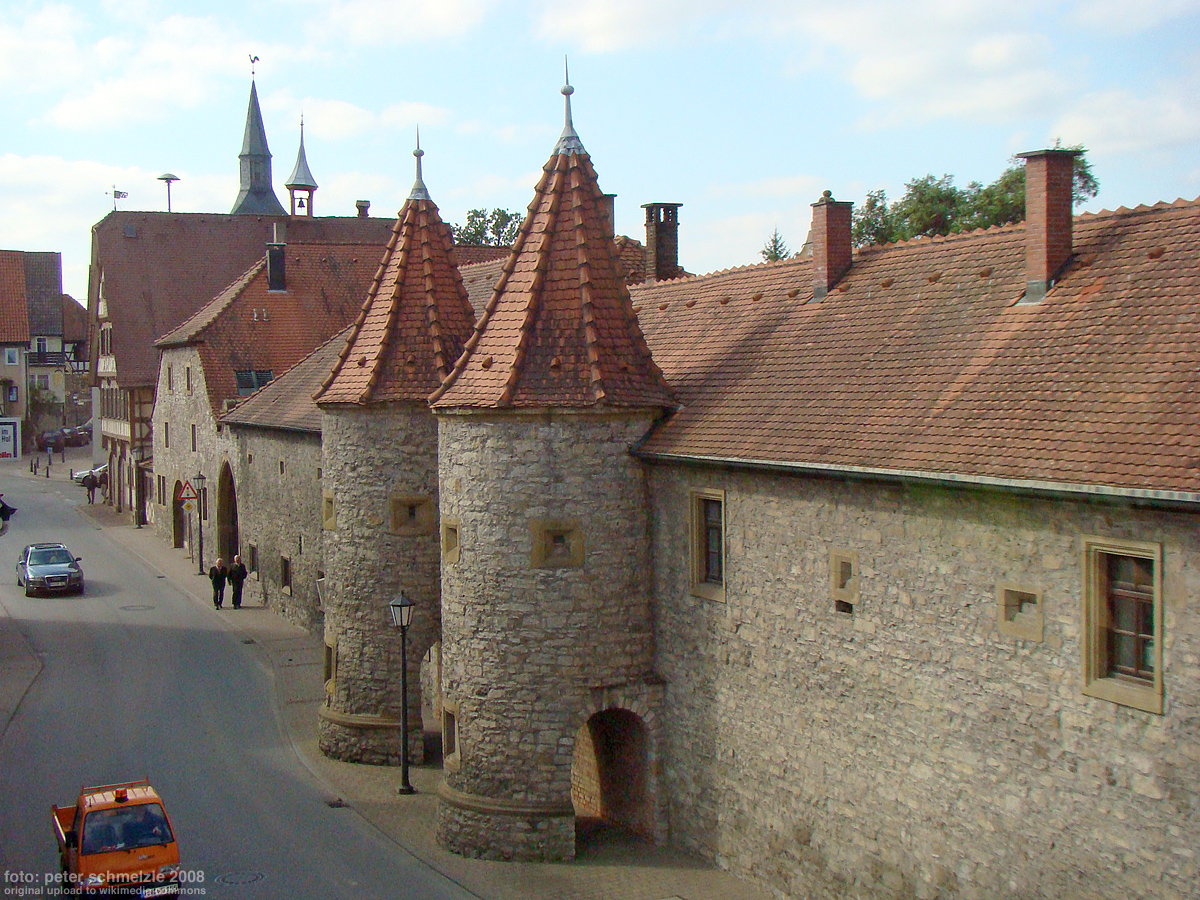
Befestigungsanlagen von Schloss Lehen an der Hauptstraße in Bad Friedrichshall

### Lehen der Herren Greck von Kochendorf
Das Burglehen der Herren von Kochendorf, das sie zuletzt von den Herren von Heinriet besaßen, kam 1440 an die Greck von Kochendorf, die seit dem späten 13. Jahrhundert urkundlich belegt sind und sich bereits seit 1315 von Kochendorf nannten. Der erste Greck im Besitz des Burglehens, das nach dem Aussterben der Herren von Heinriet 1462 als Reichslehen vergeben wurde, war wohl Kraft Greck († um 1480). 
Nachdem im Bauernkrieg 1525 die Wasserburg vermutlich von Bauern verwüstet wurde und Wolf Conrad Greck I. 1549 einen durch Erbteilung kurzfristig an seine Stiefschwester gelangten Besitzanteil an Kochendorf wieder an sich gebracht hatte, ließ er 1553 an der Stelle der einstigen Wasserburg das Schloss im Stil der Renaissance neu erbauen. Der Wappenstein über dem Schlosseingang zeigt sein Wappen und das seiner Gemahlin Sibylla Greck geb. von Gemmingen († 1567), Tochter des Gemminger Ortsherrn Wolf von Gemmingen. Unter den Wappen befindet sich ein Spruch aus Psalm 127. Die Meierei des Schlosses wurde 1568 erbaut. 
Johann Philipp Greck veräußerte 1606 sein Drittel von Kochendorf mit dem Schloss Lehen an Friedrich I. von Württemberg, der in Kochendorf einen Handelshafen errichten wollte. Die Kaufverhandlungen führten vier württembergische Räte, darunter der geborene Kochendorfer Georg Eßlinger. Es fanden zwar noch weitere Kaufverhandlungen über weitere Teile von Kochendorf statt, doch zerschlugen sich die Hafenpläne mit dem Tode Friedrichs I. im Jahre 1608. Noch im selben Jahr begann die Rückabwicklung des Kaufes, die bis 1615 abgeschlossen war.
In einem Reisebericht von 1621/22 wird  das Schloss (in Unterscheidung zum inzwischen entstandenen Greckenschloss) als Altes Schloss bezeichnet. Über den Vorhof des Schlosses, dessen Befestigung heute noch in weiten Teilen erhalten ist, heißt es, dass er von einem Wassergraben umgeben und von drei Türmen bewehrt sei. 
Die Greck von Kochendorf hatten das Burglehen über acht Generationen inne, bis das Geschlecht mit dem Tode von Wolf Conrad Greck V. im Jahre 1749 im Mannesstamm erlosch. 

### Lehen der Freiherren von Gemmingen

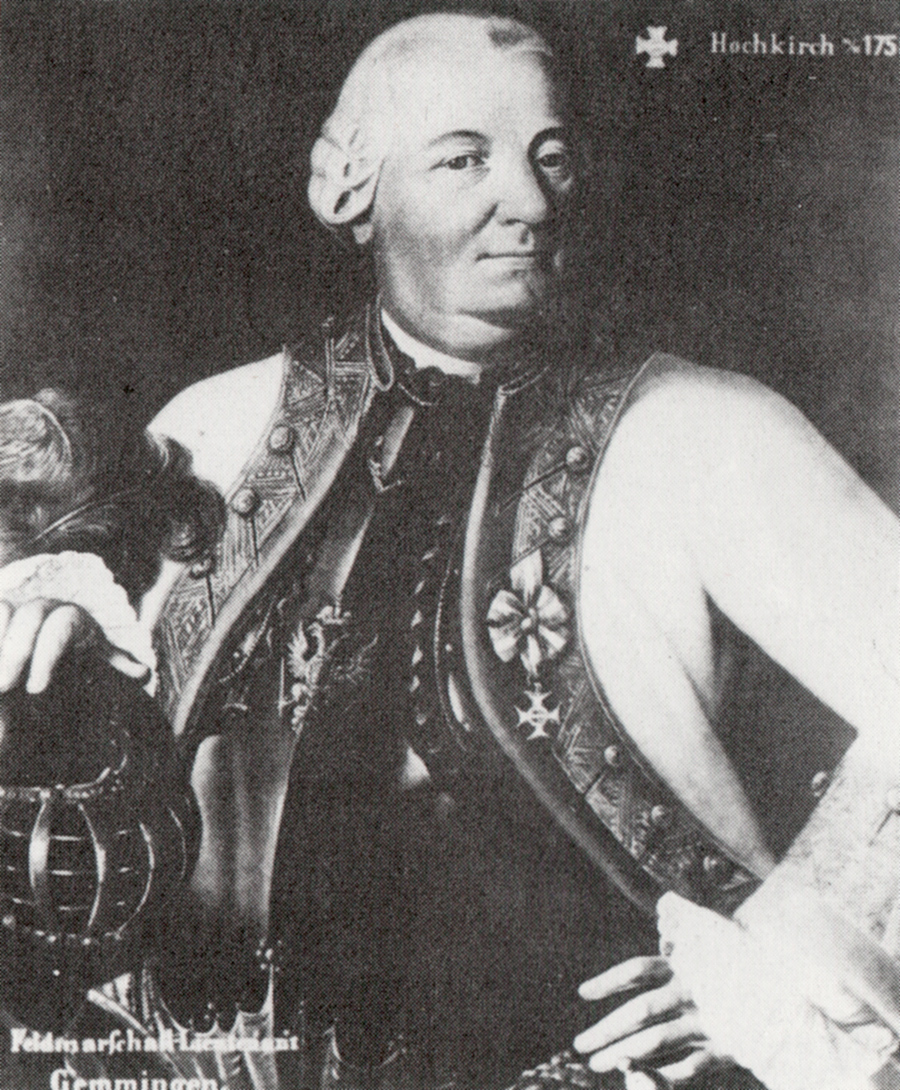
Reinhard von Gemmingen-Hornberg (1710–1775), kaiserlicher Feldmarschall und Besitzer des Burglehens bis 1775

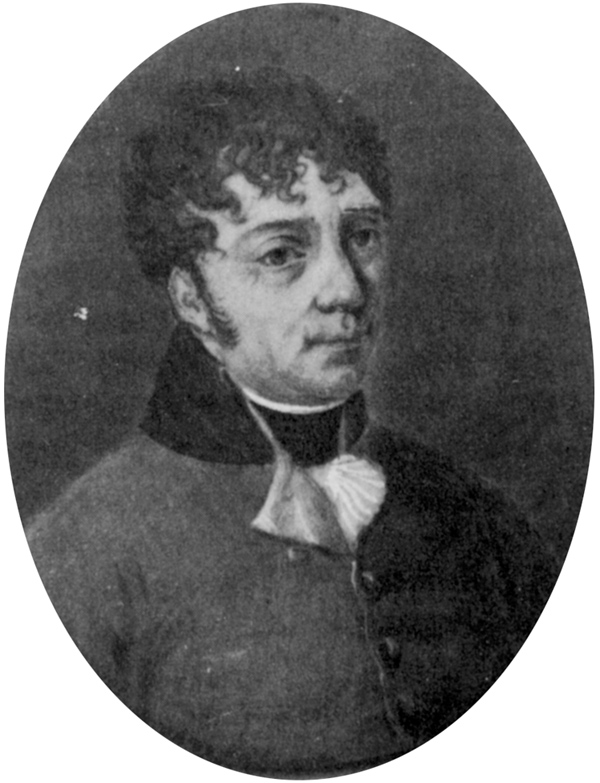
Franz Karl Friedrich von Gemmingen-Hornberg (1747–1814), letzter kaiserlicher Lehensträger

Das Reichslehen wurde eingezogen und an Reinhard von Gemmingen-Hornberg (1677–1750) vergeben, einen Spross des Hornberger Stamms der Freiherren von Gemmingen. Er war Generaldirektor der drei zur Reichsritterschaft zusammengeschlossenen Ritterkreise. Sein gleichnamiger Sohn Reinhard von Gemmingen-Hornberg (1710–1775) teilte sich den Besitz zunächst mit seinem Bruder Eberhard August (1717–1758) und kam nach dessen frühem kinderlosen Tod in den Alleinbesitz. Er ließ am Giebel des Erkers an der Südseite des Gebäudes einen (heute infolge von Verwitterung nicht mehr lesbaren) Wappenstein mit seinem Wappen und dem seiner Gemahlin Sophia Friederica vom Stein (1715–1776) anbringen. Der Sohn Franz Karl Friedrich von Gemmingen-Hornberg (1747–1814) erlangte zunächst Lehen und zwei Drittel des Blutbanns wie sein Vater, allerdings vergab der Kaiser 1784 den Blutbann an den jeweiligen Kantonsdirektor des seit 1762 in Kochendorf residierenden Ritterkantons Odenwald, wodurch mit dem Besitz an Schloss Lehen nur noch die niedere Gerichtsbarkeit verbunden war. Gleichwohl blieb die Gerichtsbarkeit dennoch in der Familie, da mit Philipp von Gemmingen (1702–1785) und Karl Friedrich Reinhard von Gemmingen (1739–1822) die beiden letzten Hauptmänner des Ritterkantons Odenwald aus dem mit den Lehensträgern auf Schloss Lehen nur noch über einen rund ein Dutzend Generationen zurückliegenden gemeinsamen Vorfahren verwandten Stamm Gemmingen-Guttenberg stammten.
Im späten 18. Jahrhundert umfasste das Schlosslehen neben dem eigentlichen Schloss auch noch größere Ländereien. Gemäß einem Bericht des Amtmanns Schöpf von 1765 umfasste der Grundbesitz rund 77 Morgen Land, ein zeitgenössisches Gewannbuch listet rund 65 Morgen Ländereien, davon etwa zwei Drittel Äcker, der Rest Wiesen, Weingärten und Garten. Von 1750 bis 1766 erwirtschaftete das Gut einen Ertrag von 9.329 Gulden zumeist aus Früchten und Wein. Die Ausgaben und Baulasten betrugen im selben Zeitraum über 9.900 Gulden, so dass das Gut nicht zu jeder Zeit wirtschaftlich erfolgreich war.

### Allodifizierung und Privatbesitz
Mit dem Ende des Heiligen Römischen Reiches ging 1806 die Oberlehensherrschaft vom Kaiser auf den württembergischen König über, der das Schlosslehen nach Franz Karl Friedrichs Tod 1814 an den württembergischen General Johann Carl Georg Freiherr von Breuning (1785–1847) vergab. Breuning ließ 1818 die Ringmauer um das Schloss entfernen und den Wassergraben neu fassen. Um 1825 musste er einen Teil des Schlossgartens zum Bau der Auffahrt der neuen Kocherbrücke abtreten. 
1854 wurde das Schlosslehen allodifiziert, worauf 1863 Breunings Witwe Sophie Valeska Freifrau von Beuting (1806–1890) das Schloss von ihren beiden Söhnen als Witwensitz erwarb. Breunings jüngste Tochter Martha (1846–1874) heiratete 1866 Heinrich Capler von Oedheim (1835–1914). Nach Marthas Tod ging Heinrich mit deren Schwester Camilla (1837–1917) eine zweite Ehe ein und erwarb 1886 von der Schwiegermutter das Schloss. Aus jener Zeit stammt das kleine Allianzwappen Bautz/Breuning am unteren Bereich des südlichen Erkers. Nach 1881 wurde der dritte Rundturm des Vorhofs zugunsten einer weiteren Toreinfahrt abgerissen. Nach dem Tode Heinrich Caplers kam das Kochendorfer Schloss an seinen jüngeren Sohn Dietrich Capler von Oedheim genannt Bautz (1876–1967), der 1928 aus wirtschaftlichen Gründen seine Kochendorfer Besitztümer verkaufen musste, wobei das Schloss an den Großgärtner Paul Mauk kam.

### Nutzung als Hotel
1948 fand eine Umgestaltung der zu den Meiereigebäuden gehörenden Scheune statt. Im Erdgeschoss wurden Garagen und im ersten Stock Wohnungen eingerichtet. Als 1953 der Fabrikant Karl Erwin Merkle aus Neckarsulm Schloss Lehen erwarb, ließ er es durch Umbaumaßnahmen zu einem Hotel ausgestalten; bis in die Gegenwart wird die Anlage als Schlosshotel genutzt. 2001 bis 2005 wurde das denkmalgeschützte Gebäude umfassend renoviert.

## Baubeschreibung

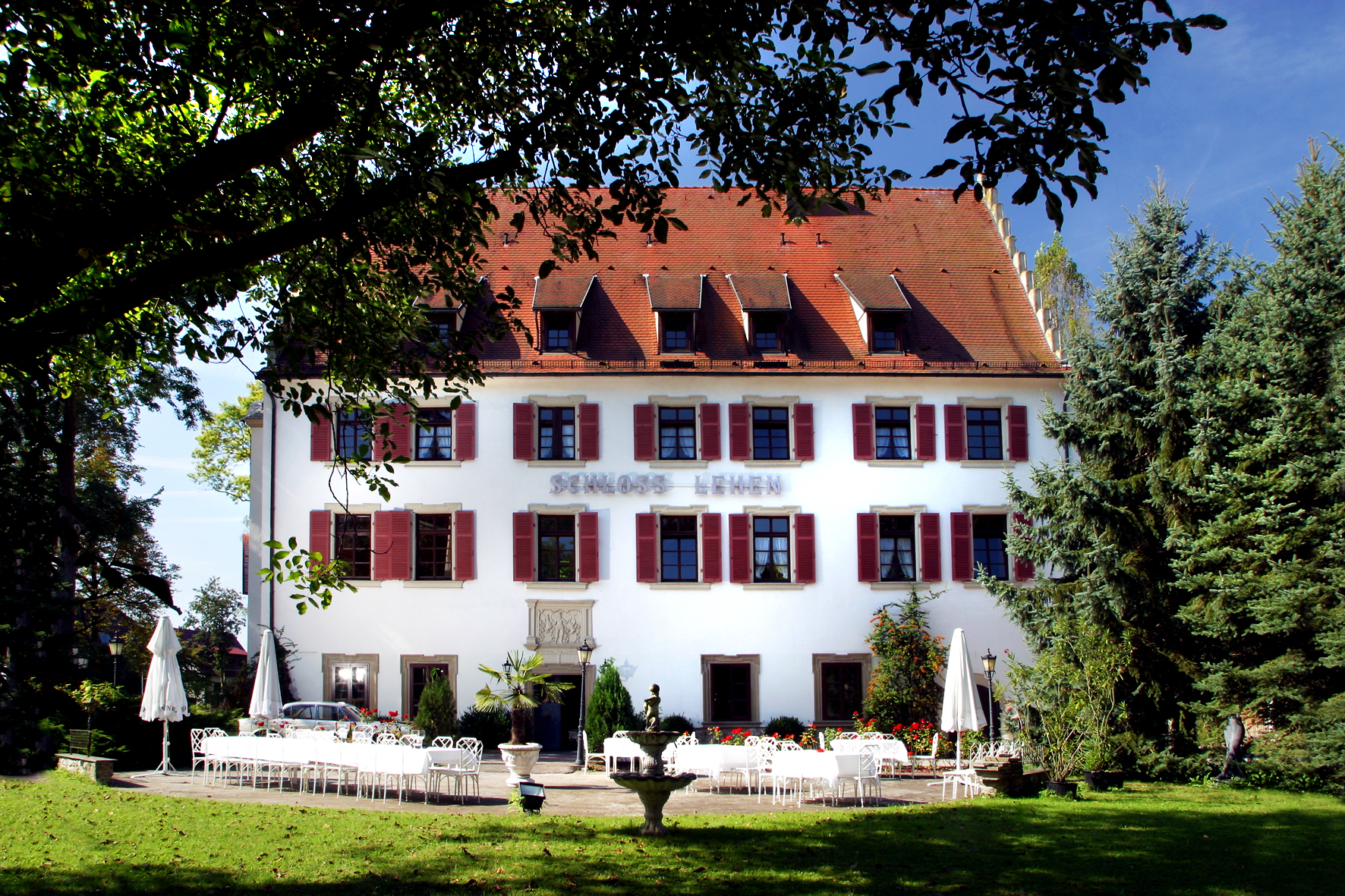
Seitenansicht von Osten

Schloss Lehen ist ein dreigeschossiges Steinhaus im Renaissancestil. Die Schauseite ziert ein geschwungener Giebel, während der gegenüberliegende Staffelgiebel schlichter gestaltet ist. Seitlich am Gebäude tritt ein achteckiger Treppenturm hervor, der von einem Spitzdach bekrönt wird. Das Erdgeschoss des Schlosses ist überwölbt. Dort befindet sich auch der Rittersaal. Der schmuckvolle Wappenstein über dem Hauptportal zeigt das Allianzwappen der Grecken und der Herren von Gemmingen, da Wolf Conrad Greck I. mit Sybilla von Gemmingen verheiratet war. Die Datierung 1553 bezeichnet wohl die Fertigstellung des Schlossneubaus. Darunter befindet sich eine Inschrift aus Psalm 127. 
Südlich des Schlosses schließt sich der Vorhof mit der Ringmauer und den ehemaligen Wirtschaftsgebäuden an. Vor der Ringmauer befand sich früher ein heute zugeschütteter Wassergraben, über den eine Brücke führte. Den Gebäuden des Vorhofs sind zwei massive Rundtürme vorgelagert (ursprünglich waren es drei Rundtürme). Zwischen diesen Türmen führt ein Tor in den Schlossgarten. Darüber sind die Familienwappen der Grecken von Kochendorf und der Herren von Gemmingen angebracht; die Jahreszahl 1568 bezeichnet das Baujahr des Tores.